# Odrörer
Odrörer (”det som skapar extas”) är i nordisk mytologi både namn på en av de tre kittlar (de två andra var Son och Bodn), som skaldemjödet förvarades i och även mjödet i sig.